# 椰胡

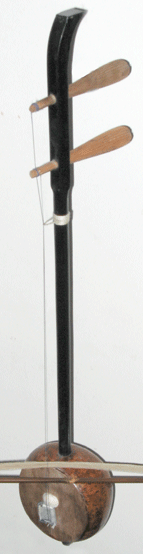

椰胡是廣東、福建、台灣及新加坡、馬來西亞等地流行的弓弦樂器，粵語、客語、闽语等語種的口語和書面語稱為殼仔弦、「冇弦」，「冇」闽南语讀phànn；粵語、客語讀mou。

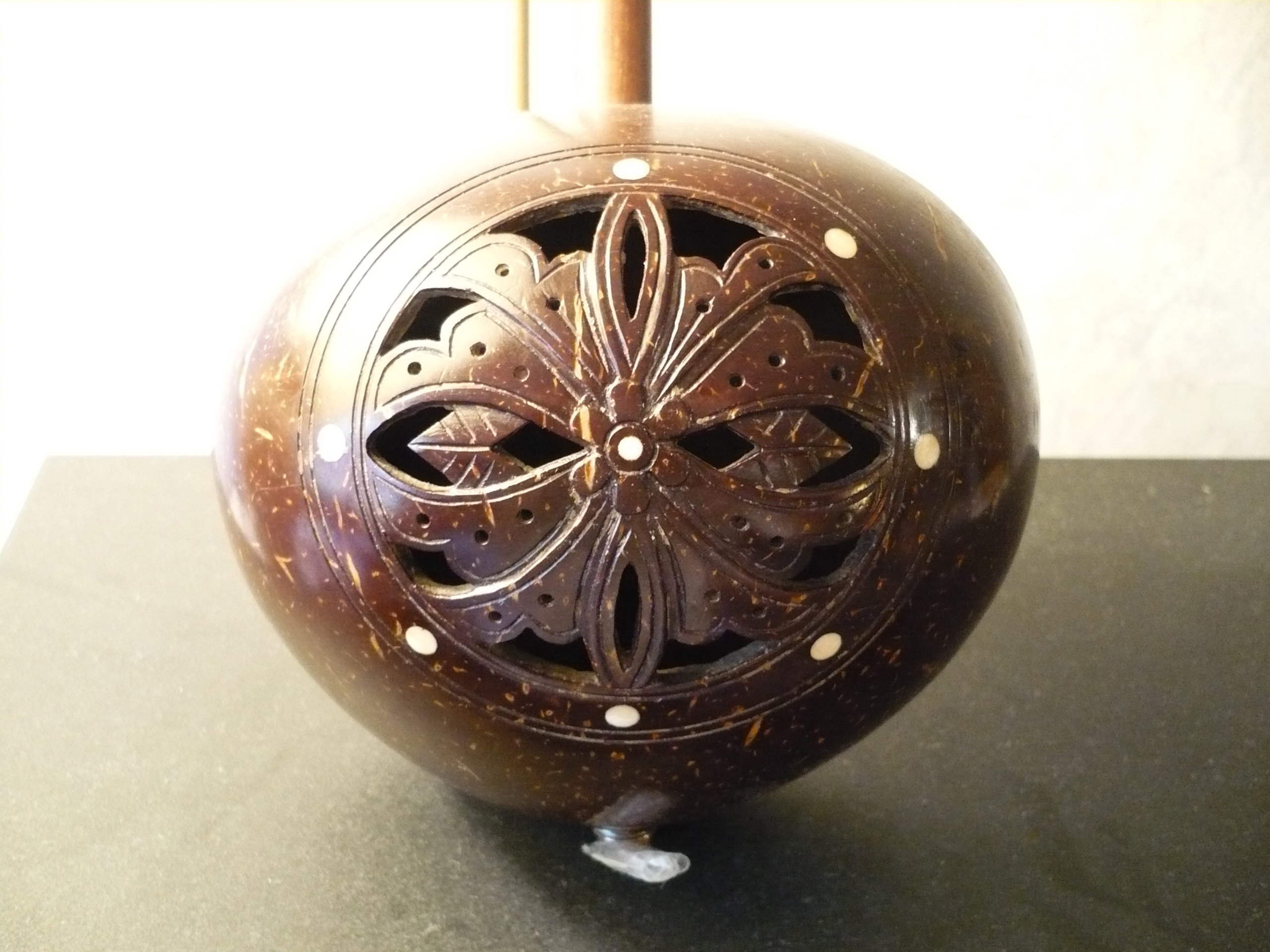
琴筒背面的雕纹

椰胡以椰子殼為琴筒，面板為桐木，琴馬為貝殼製。音色低沉、渾厚。廣東音樂、粵謳、粵劇、地水南音等重要的伴奏樂器。在潮乐中作为主音樂器，亦用於「潮州箏曲」的伴奏；而在粵劇、粵曲、潮樂裡是胡琴的第2把手。
客家音樂，尤其是客家山歌和客家八音以及延伸發展出來的客家大戲，椰胡是非常重要的特性伴奏樂器，搭配客語稱為「二弦」的殼子弦演奏。
北管、歌仔音樂和戲曲，有時以冇弦代替大管弦，做胡琴的第2把手。
在传统的潮乐独奏、潮州弦詩或潮州箏曲伴奏中，只可以一弓奏一音，連音是被禁止的。相关乐器包括越南 đàn gáo, 泰国 saw u 和柬埔寨 tro u。